# Larsia atrocincta
Larsia atrocincta är en tvåvingeart som först beskrevs av Maurice Emile Marie Goetghebuer 1942.  Larsia atrocincta ingår i släktet Larsia och familjen fjädermyggor. Arten har ej påträffats i Sverige. Inga underarter finns listade i Catalogue of Life.